# نوفيل نت وار
Netware : هو نظام تشغيل الشبكة صنع من قبل شركة نوفل، وهو الأكثر انتشاراً في إدارة الشبكات المحلية الصغيرة والكبيرة وقت قامت Novell بإعادة تصميمه (أو إضافة ميزات) للعمل بنجاح كجزء من شبكات كبيرة وغير متجانسة كالإنترنت، وهي تدعم عملاء دوس، ويندوز ونظام ماكنتوش.
يعتمد الNetware على مبدأ تشاركيه تعدد المهام لإدارة مجموعة من الخدمات على حاسب شخصي، وهو نظام تشغيل مستقل يقدم عدة مزايا إدارية للشبكات المحلية.
أحدث إصدار للNetware هو 6.5V الذي يدعم Pack 8 وهو مطابق ل OES 2 SP1 Novell Open Enterprise Server|Open Enterprise Server |

## التاريخ
تطور Netware من مفهوم بسيط للغاية : تبادل الملفات بدلا من تقاسم القرص. في عام 1983 عندما تم تصميم الإصدار الأول من Netware ،كانت جميع المنتجات المنافسة الأخرى تستند إلى مفهوم توفير الوصول المشترك إلى القرص مباشرة، وقد أيدت شركة أي بي ام في عام 1984 مبدأ Netware والتي ساعدت على الترويج لمنتجاتهم.
وقد أصبحت المشاركة في Netware على شكل وحدات تخزين Netware مشابهة لوحدات تخزين Dos، وقد سمحت لمستخدمي Ms-Dos باستخدام برنامج (TSR)ليمكنه من تخصيص سواقة محلية كسواقة Netware، وعلى المستخدمين الدخول إلى المخدم عن طريق اسم مستخدم وكلمة مرور لكي يعطي المستخدم السماحيات المتوفرة كالوصول إلى بعض الأقراص أو تخصيص أقراص Netware أو الوصول إلى طابعة محلية موصولة على الشبكة.
وفي نهايات التسعينيات ومع ازدهار الاتصالات بالإنترنت وسيطرة البروتوكول بروتكول عنوان الانترنت على الشبكات المحلية قامت Novell بدعم TCP/IP في NetWare v3.x (حوالي 1992) وv4.x (حوالي 1995)والتي تتألف بشكل أساس من خدمات بروتوكول نقل الملفات وLPR/LPD في اليونكس (متوافر في NetWare v3.x)،وقد طورت Novell خدمات مخدم الإنترنت (في NetWare v4.x)،وقد تم دمج خدمات TCP/IP للملفات والطابعات مع Netware وقد قدمت في الإصدار NetWare v5.0 (عرض في 1998).
وفي الثمانينات قام مايكروسوفت بإطلاق نظام للشبكات المحلية بالاعتماد على البروتوكول NBF ولكن لم يحقق نظامها النجاح بسبب ضعفه مقارناً بالNetware، وبعد القيام بالتغيرات والتحسينات وإدخال مفهوم مجموعات العمل حقق نجاح في ويندوز إن تي وويندوز 95 حيث قدم خدمات مشابهة لخدمات Netware ولكن على نظام تشغيل يعمل على حواسيب شخصية ومع إمكانية ربط عدة حواسيب تعمل على Windows حيث كاد NBF يكون عالمياً

### نهضة الNetware
بدأت شعبية Netware بالتزايد في 1985 وذلك مع إطلاق الإصدار NetWare 286 2.0a وإطلاق إنتل 80286 المعالج 16 بت حيث سمحت إمكانيات المعالج بناء شبكة محلية تعتمد على مبدأ مخدم-زبون
وقد تميز NetWare 286 باستقلاليته عن العتاد الصلب مقارنةً مع نظم أخرى، وقد صممت Netware زبون يعمل على Ms-Dos يسمح بالوصول للملفات المشتركة

### NetWare 5.x
بعد مرور الNetware بعدة إصدارات وهي:
NetWare 286 2.x ثم NetWare 3.x ثم NetWare 4.x ثم NetWare 4.1x and NetWare for Small Business وحدوث العديد من التحسينات والتعديلات مع كل إصدار خرج الإصدار NetWare 5.x في أوكتوبر 1998 حيث عرفت Novell أهمية استخدامات الإنترنت ولذلك قامت بنقل NetWare Core Protocol (NCP) من IPX/SPX إلى TCP/IP ولكن ظل IPX/SPX مدعوم من قبل النظام، وقد أضافت Novell واجهة مستخدم رسومية على الNetware بالإضافة إلى العديد من المزايا منها:
- Novell Storage Services (NSS)،وهو نظام ملفات جديد حيث قام باستبدال نظام الملفات التقليدي NetWare File System وقد ظل مدعوماً
- تم إضافة آلة جافا الافتراضية ل NetWare
- Novell Distributed Print Services (NDPS)
- ConsoleOneوهي واجهات تحكمية خاصة بالJava
- قامت بتفعيل البنية الأساسية للمفتاح العام services (PKIS)
- قامت بتفعيل DNS ومخدمات DHCP
- Novell Cluster Services (NCS)
- قاعدة بيانات أوراكل

وقد قدمت Novell Cluster Services (NCS) تقدماً في System Fault Tolerance (SFT) ‏ الثاني والثالث وذلك لأن (NCS)لاتتطلب مواصفات عتادية أو إعدادات مطابقة لإعدادات المخدم.
أُصدر الNetware 5 في وقت انخفاض حصة الNetware في السوق حيث كانت عدة شركات ومؤسسات تستبدل مخدماتها التي تعمل على Netware بمخدمات Microsoft بنظام تشغيل Windows NT.وبنفس الوقت قامت Novell بإصدار التحديث الأخير من نظام التشغيل NetWare 4 (NetWare 4.2.)
وقد أطلق NetWare 5.1 في كانون الثاني 2000 بعد فترة قصيرة من سابقتها، وهي تقدم مجموعة من الخدمات مثل:
- IBM WebSphere Application Server
- NetWare Management Portal (سميت لاحقاً Novell Remote Manager)
- FTP، برتوكول نقل أخبار الشبكة وبث حي مخدمات
- مخدم NetWare للبحث عبر الويب
- دعم WebDAV

### NetWare 6.0
أصدر في تشرين الأول 2001، وقت استخدمت نظام منح التراخيص على أساس المستخدمين هذا يسمح للاتصالات غير محدود لكل مستخدم.

### NetWare 6.5
أطلق في آب 2003، وقد كان لها عدة ميزات جديدة منها :
- زادت عدد البرمجيات المفتوحة المصدر مثل بي إتش بي، ماي إس كيو إل وقشرة آمنة
- دعم iSCSI
- تشغيل وحدة تحكم النطاق
- تفعيل Universal password الخاص بالNovell
- وسعت مخدم التطبيقات بدعم منصة جافا النسخة التجارية 1.3 المتوافقة مع مخدم التطبيقات
- دعم NX bit
- دعم وسائط تخزين USB
- دعم للمجلدات المشفرة
- وأخيراً صدرت آخر نسخة من NetWare 6.5 وهو SP8 وذلك في تشرين الأول 2008

### الحالة الحالية لNetware
ما زال Netware مستخدم من بعض الشركات والمنظمات، ومع الانحدار المستمر بمستوى شعبيته الذي بدأ في التسعينات عندما كانت البرنامج المعياري للتطبيقات الملفات والطابعات على مخدمات إكس 86.
وحديثاً في عام 2009 أصبح الNetware وOpen Enterprise Server ‏ (OES) مستخدماً في المنظمات الكبيرة التي تحتاج إلى المرونة التي يقدمها الNetware
نجحت مايكروسوفت في إبعاد Netware عن السوق في أواخر 1990s ونتيجة لعدم تكيفه مع تغيرات السوق حيث عانى من أصحاب القرار الرئيسي ومنافسة Microsoft تحولت الشركات التي كانت تستخدم Netware إلى بنية مختلطة من NetWare, Linux، ومخدمات Windows

### Netware Lite / Personal Netware
في عام 1991 قامت Novell بإطلاق نسخة مختلفة اختلاف جذري وأرخص سعراً Netware Lite وذلك رداً على LANtastic المطور من قبل شركة Artisoft's كلاهما نظامي peer to peer التي لا توجد فيه مخدم ولكن جميع الحواسيب تتشارك الموارد.

## الأداء
سيطر Netware على نظام تشغيل الشبكة (Nos) في السوق من خلال منتصف الثمانينات إلى أواخر التسعينيات نظرا لأدائه عالية جدا بالقياس إلى غيرها من التكنولوجيات (NOS)

## روابط مفيدة
- Early history of NetWare
- A brief history of NetWare
- Another brief history of NetWare
- NovellBlog.com
- A story of Novell's early years - 1980-1990